# 안동중학교 인계분교
안동중학교 인계분교(安東中學校 仁溪分校)은 경상북도 안동시 예안면 인계리에 있었던 공립 중학교이다.

## 학교 연혁
- 1972년 12월 26일: 예안중학교 인계분교 설립인가(3학급)
- 1973년 3월 6일: 개교(1학년 1학급)
- 1975년 11월 14일: 인계중학교로 승격 인가(9학급)
- 1976년 3월 1일: 초대 이치형 교장 취임
- 1999년 9월 1일: 안동중 인계분교장으로 개편
- 2017년 2월 16일: 제41회 7명(남 4명, 여 3명) 졸업(졸업생 누계 2,902명)
- 2017년 3월 1일: 제21대 안극호 교장 취임
- 2017년 3월 2일: 신입생 입학(여 1명)
- 2018년 2월 28일: 폐교 및 인근 학교와 기숙형 중학교 웅부중학교로 통합[1], 45년만에 폐업

## 참고 자료
- 안동중학교 인계분교 - 한국교육학술정보원 학교알리미